# Primideal
In der Ringtheorie ist ein Primideal eine Teilmenge eines Ringes, die sich ähnlich wie eine Primzahl als Element der ganzen Zahlen verhält.

## Definitionen
Es sei {\displaystyle R} ein Ring. Dann heißt ein zweiseitiges Ideal {\displaystyle {\mathfrak {p}}\subseteq R} Primideal oder prim, falls {\displaystyle {\mathfrak {p}}} echt ist, also {\displaystyle {\mathfrak {p}}\neq R}, und wenn für alle Ideale {\displaystyle {\mathfrak {a,b}}\subseteq R} gilt:
Aus {\displaystyle {\mathfrak {ab}}\subseteq {\mathfrak {p}}} folgt {\displaystyle {\mathfrak {a}}\subseteq {\mathfrak {p}}} oder {\displaystyle {\mathfrak {b}}\subseteq {\mathfrak {p}}.}
Außerdem heißt {\displaystyle {\mathfrak {p}}} vollständiges Primideal oder vollprim, falls {\displaystyle {\mathfrak {p}}} echt ist und wenn für alle {\displaystyle a,b\in R} gilt:
Aus {\displaystyle ab\in {\mathfrak {p}}} folgt {\displaystyle a\in {\mathfrak {p}}} oder {\displaystyle b\in {\mathfrak {p}}.}

### Äquivalente Definitionen
- Ein zweiseitiges Ideal {\displaystyle {\mathfrak {p}}\subseteq R} ist genau dann prim, falls es echt ist und wenn für alle {\displaystyle a,b\in R} gilt:

Aus (für alle {\displaystyle r\in R} gilt {\displaystyle arb\in {\mathfrak {p}}}) folgt ({\displaystyle a\in {\mathfrak {p}}} oder {\displaystyle b\in {\mathfrak {p}}}).
- Ein zweiseitiges Ideal {\displaystyle {\mathfrak {p}}\subseteq R} ist genau dann vollprim, falls es echt ist und wenn der Faktorring {\displaystyle R/{\mathfrak {p}}} nullteilerfrei ist.

### Spektrum
Die Menge aller (echten) Primideale eines Rings {\displaystyle R} heißt Spektrum von {\displaystyle R} und wird mit {\displaystyle \mathrm {Spec} (R)} notiert.

## Eigenschaften
- Jedes vollprime Ideal ist prim, aber nicht umgekehrt. Zum Beispiel ist das Nullideal im Ring der reellen {\displaystyle 2\times 2}-Matrizen prim, aber nicht vollprim.
- In kommutativen Ringen sind prim und vollprim äquivalent.

In kommutativen Ringen {\displaystyle R} mit Einselement gilt:
- Ein Element {\displaystyle p\in R\backslash \left\{0\right\}} ist genau dann ein Primelement, wenn das von {\displaystyle p} erzeugte Hauptideal {\displaystyle (p)} ein Primideal ist.[2]
- Ein Ideal {\displaystyle {\mathfrak {p}}\subset R} ist genau dann prim, wenn der Faktorring {\displaystyle R/{\mathfrak {p}}} ein Integritätsring ist.
- Enthält ein Primideal einen Durchschnitt {\displaystyle {\mathfrak {a}}_{1}\cap \ldots \cap {\mathfrak {a}}_{n}} von endlich vielen Idealen von {\displaystyle R}, so enthält es auch eines der Ideale {\displaystyle {\mathfrak {a}}_{i}}.
- Ein Ideal {\displaystyle {\mathfrak {p}}\subset R} ist genau dann ein Primideal, wenn die Komplementärmenge {\displaystyle S=R\setminus {\mathfrak {p}}} multiplikativ abgeschlossen ist. Das führt zum Begriff der Lokalisierung nach {\displaystyle {\mathfrak {p}}}, worunter man den Ring {\displaystyle S^{-1}R} versteht, den man auch als {\displaystyle R_{\mathfrak {p}}} schreibt.[3]

## Beispiele
- Die Menge {\displaystyle 2\mathbb {Z} } der geraden ganzen Zahlen ist ein Primideal im Ring {\displaystyle \mathbb {Z} } der ganzen Zahlen, da ein Produkt zweier ganzer Zahlen nur dann gerade ist, wenn wenigstens ein Faktor gerade ist.
- Die Menge {\displaystyle 6\mathbb {Z} } der durch 6 teilbaren ganzen Zahlen ist kein Primideal in {\displaystyle \mathbb {Z} }, da 2·3 = 6 in der Teilmenge liegt, aber weder 2 noch 3.
- Im Ring {\displaystyle R=2\mathbb {Z} } ist das maximale Ideal {\displaystyle {\mathfrak {m}}=4\mathbb {Z} } kein Primideal.
- Ein maximales Ideal {\displaystyle {\mathfrak {m}}\subseteq R} eines Ringes {\displaystyle R} ist genau dann prim, wenn {\displaystyle RR\nsubseteq {\mathfrak {m}}}. Insbesondere ist {\displaystyle {\mathfrak {m}}} prim, falls {\displaystyle R} ein Einselement enthält.
- Das Nullideal {\displaystyle (0)\subset R} in einem kommutativen Ring {\displaystyle R} mit Einselement ist genau dann ein Primideal, wenn {\displaystyle R} ein Integritätsbereich ist. In einem nicht-kommutativen Ring gilt diese Äquivalenz nicht.
- Das Urbild eines Primideals unter einem Ringhomomorphismus kommutativer Ringe ist entweder der ganze Ring oder ein Primideal. Das gilt nicht allgemein, so ist etwa das Nullideal im Ring der {\displaystyle n\times n}-Matrizen über einem Körper prim, aber dessen Urbild unter der Inklusion des Rings der (oberen oder unteren) {\displaystyle n\times n}-Dreiecksmatrizen über dem Körper nicht.

## Lying Over und Going Down
Im Folgenden sei stets {\displaystyle R} ein kommutativer Ring und {\displaystyle R\subset S} eine ganze Ringerweiterung. Dann existiert zu jedem Primideal {\displaystyle {\mathfrak {p}}\subset R} ein Primideal {\displaystyle {\mathfrak {q}}\subset S}, so dass {\displaystyle {\mathfrak {q}}} über {\displaystyle {\mathfrak {p}}} liegt, d. h.
{\displaystyle {\mathfrak {p}}={\mathfrak {q}}\cap R}.
In diesem Fall sagt man auch, dass {\displaystyle S/R} die Lying Over Eigenschaft erfüllt. Ist zudem {\displaystyle f:R\hookrightarrow S} eine Einbettung von {\displaystyle R} in {\displaystyle S}, so ist die von {\displaystyle f} induzierte Abbildung {\displaystyle f^{*}:\mathrm {Spec} (S)\longrightarrow \mathrm {Spec} (R)} mit {\displaystyle {\mathfrak {q}}\longmapsto f^{-1}({\mathfrak {q}})} surjektiv.
Des Weiteren erfüllt {\displaystyle S/R} die Going Down Eigenschaft, falls folgendes gilt: Ist
{\displaystyle {\mathfrak {p}}_{1}\supseteq {\mathfrak {p}}_{2}\supseteq \cdots \supseteq {\mathfrak {p}}_{n}}
eine Kette von Primidealen in {\displaystyle R} und
{\displaystyle {\mathfrak {q}}_{1}\supseteq {\mathfrak {q}}_{2}\supseteq \cdots \supseteq {\mathfrak {q}}_{m}}
eine Kette von Primidealen in {\displaystyle S} mit {\displaystyle m<n}, so dass außerdem {\displaystyle {\mathfrak {q}}_{i}} über {\displaystyle {\mathfrak {p}}_{i}} liegt für alle {\displaystyle 1\leq i\leq m}, so lässt sich letztere zu einer Kette
{\displaystyle {\mathfrak {q}}_{1}\supseteq {\mathfrak {q}}_{2}\supseteq \cdots \supseteq {\mathfrak {q}}_{n}}
ergänzen, so dass jedes {\displaystyle {\mathfrak {q}}_{i}} über {\displaystyle {\mathfrak {p}}_{i}} liegt. Diese ist unter anderem dann erfüllt, wenn {\displaystyle R,S} Integritätsringe sind und {\displaystyle R} ganzabgeschlossen ist.